# 3D-Schach
Unter dem Begriff 3D-Schach (dreidimensionales Schach) fasst man alle Schachvarianten zusammen, die das „normale“ (zweidimensionale) Schach um eine Koordinatenachse erweitern. Neben unterschiedlicher Anzahl und Anordnung der Felder gibt es für die meisten 3D-Schachspiele auch verschiedene Regelwerke.

## Raumschach

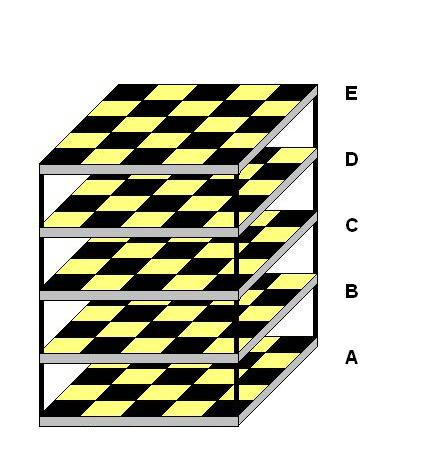
Raumschach-Ebenen nach Maack

Die Idee für ein dreidimensionales Schach ist relativ alt. Der baltische Schachmeister und frühere Mathematiklehrer Lionel Kieseritzky konstruierte bereits Mitte des 19. Jahrhunderts ein „Raumschach“, stieß aber, wie eine Schilderung des damals führenden deutschen Schachspielers Adolf Anderssen vermuten lässt, damit auf Desinteresse oder Belustigung. Anderssens Augenzeugenbericht („wo ich einen Gegenstand hängen sah, der nach Inhalt und Form mit einem Vogelbauer Ähnlichkeit hatte“) ist ein frühes Zeugnis für die Konstruktionsprobleme, die eine Umsetzung des Raumschach-Gedankens erschweren.
Eine der ältesten 3D-Schach-Varianten ist das Raumschach (ursprünglich „Schachraumspiel“), das 1907 von Ferdinand Maack, einem Arzt und Verfasser esoterischer Werke, entwickelt wurde. Maack entschied sich, nachdem er zunächst mit acht Brettebenen experimentierte, für einen leichter bespielbaren „Würfel“ aus fünf übereinander liegenden Brettern mit je 5×5 Feldern. Er führte außerdem mit dem Einhorn eine Figur ein, die, analog dem Läufer beim zweidimensionalen Schach, entlang der Raumdiagonalen zieht, also ein (1,1,1)-Reiter ist.
Eine Variante mit 8×8×8 Feldern erarbeitete Werner Bäumler (Künstlername Laurin). Er strebte, anders als Maack, eine möglichst exakte Transformation des Flächenschachs in den Raum an. Der Spielentwickler Waldemar Zöllmer präsentierte 2005 ein ähnlich ausgerichtetes Regelwerk. Bei seiner Konstruktion werden anstelle übereinander liegender Spielfelder die Figuren an Nylonfäden eingehängt, um eine größere Spieltransparenz herzustellen und alle 512 Felder auf einen Blick erfassbar zu machen.

## Star-Trek-Schach

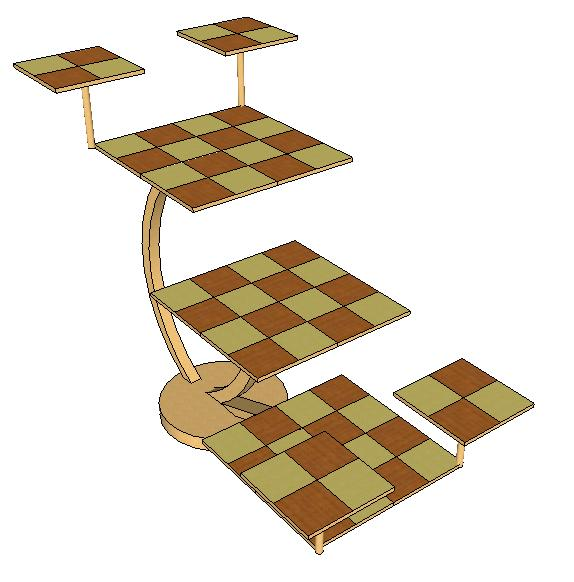
Spielbrett beim Star-Trek-Schach

Eine andere sehr bekannte 3D-Schach-Variante ist jene, die erstmals im 1965 gedrehten zweiten Piloten zur Star-Trek-Fernsehserie „Raumschiff Enterprise“ (Die Spitze des Eisberges) verwendet wurde. Aufgrund seiner Herkunft wird dieses Spiel auch als Star-Trek-Schach bezeichnet.
Für Star-Trek-Schach gibt es keine offiziellen Regeln. Einzelne Anhänger erstellten daher abweichende Regelwerke. Zu den ältesten Regelwerken gehören die „Standard-Regeln, Version 1.0 von Andrew Bartmess“. Von diesen Regeln gibt es verschiedene zum Teil auch widersprüchliche deutsche Übersetzungen. Die am häufigsten im Internet vertretene Übersetzung ist von Martin Vorlaender. Inzwischen gibt es von diesen Regeln jedoch die Version 5.0, die sich zum Teil grundlegend von der ursprünglichen Version unterscheidet.
Ein ausführlicheres, anderes Regelwerk für Star-Trek-Schach sind die „Turnierregeln von Jens Meder, Michael Klein und anderen“, die auf den FIDE-Regeln des Weltschachbundes basieren. Inzwischen gibt es auch von Douglas M. Keenan ein 3D-Schach-Programm für Windows namens Parmen. Man kann sowohl gegeneinander als auch gegen einen Computer-Gegner spielen. Parmen bietet zwei verschiedene Regel-Varianten an: Eine ähnelt den Regeln von Andrew Bartmess, die andere basiert auf den „Turnierregeln von Jens Meder“. An einer vollständigen Umsetzung der Turnierregeln wird noch gearbeitet.

## Weitere Varianten
Neben den oben vorgestellten 3D-Schachvarianten lässt sich aus einem nahezu unerschöpflichen Fundus schöpfen. Alle Varianten bis ins Detail zu beschreiben ist kaum möglich. Oftmals wurden besondere neue Figuren entwickelt. Am offensichtlichsten sind und bleiben die Unterschiede, die durch die verschiedenen 3D-Schachbretter hervorgerufen werden.
Eine große Gruppe bilden die Würfelform-Schachspiele wie das Raumschach von Maack (5×5×5) oder eine Übertragung auf acht Brettebenen. Daneben erfreuen sich auch Varianten mit 4×4×4 und 6×6×6 einer gewissen Beliebtheit. Neben den Schachvarianten in Würfelform existieren ferner Spiele, bei denen die Anzahl der Bretter nicht der Zahl der Linien und Reihen entspricht. Der beliebteste Vertreter in dieser Kategorie dürfte das 8×8×3 Schach sein. Gary Gygax entwickelte ein Spiel namens Dragon Chess, das auf drei übereinanderliegenden Brettern mit je 12 × 8 Feldern gespielt wird; für die meisten Figuren gelten je nach der Ebene, auf der sie sich befinden, unterschiedliche Zugregeln. Zuletzt seien hier die Pyramiden-Schachspiele genannt, in denen die Bretter nach oben immer kleiner werden.